# Cylindrobulla phuketi
Cylindrobulla phuketi is een slakkensoort uit de familie van de Cylindrobullidae. De wetenschappelijke naam van de soort is voor het eerst geldig gepubliceerd in 1990 door Jensen.